# Mereni (Teleorman)
Mereni é uma comuna romena localizada no distrito de Teleorman, na região de Muntênia. A comuna possui uma área de 80.40 km² e sua população era de 3076 habitantes segundo o censo de 2007.